# Häschenwitz
Häschenwitze sind eine Form von Witzen, die Anfang der 1970er Jahre erst in der Deutschen Demokratischen Republik, dann auch in der Bundesrepublik populär wurden.

## Aufbau
Die Handlung besteht in ihrer Grundform darin, dass ein Häschen einen Laden, einen Arzt, eine Behörde oder Ähnliches aufsucht und die typische Frage „Hattu Möhrchen?“ stellt. Die Pointe, oft ein schlichtes Wortspiel, folgt in der Antwort. In Variationen verlangt das Häschen Ungewöhnliches, wie z. B. kalten Kaffee oder etwas Hasenspezifisches, wie z. B. Möhrentorte. Beispielsweise:

„Ein Hase kommt in einen Schallplattenladen. Er fragt die Verkäuferin: „Hattu Platten?“ Als diese bejaht, sagt der Hase: „Muttu aufpumpen!““

Eine wichtige Rolle spielt dabei die unterstellte Unfähigkeit von Hasen, bestimmte Laute der menschlichen Sprache wegen der großen Schneidezähne korrekt auszusprechen, insbesondere Konsonantencluster: Aus „Hast Du Möhrchen?“ wird so „Hattu Möhrchen?“ bzw. „Haddu Möhrchen?“; in der Logopädie wird eine solche Einebnung von -st- zu -tt- als Parasigmatismus bezeichnet.

## Ursprung
Der Häschenwitz entstand Anfang der 1970er Jahre zunächst in der DDR als politischer Witz mit durchaus subversiver Tendenz. Wie zuvor schon die Witze über Radio Eriwan karikierten die Häschenwitze in der DDR oftmals die Mangelwirtschaft im real existierenden Sozialismus. Einer der frühesten Nachweise von Häschenwitzen stammt aus dem Jahr 1976, als westdeutschen Besuchern auf dem Festival des politischen Liedes folgender Witz erzählt wurde:

„Ein Hase kommt in eine Apotheke und fragt: „Hattu Möhrchen?“ Die Apothekerin antwortet mit „Nein“. Am nächsten Tag kommt der Hase wieder und fragt: „Hattu Möhrchen?“ Die Apothekerin antwortet wieder mit „Nein“. Am dritten Tag hängt ein Schild an der Tür: „Heute keine Möhrchen!“ Der Hase beschwert sich bei der Apothekerin: „Hattu doch Möhrchen gehabt!““

In Westdeutschland übertraf der Häschenwitz hingegen kaum je das Niveau eines gewöhnlichen Kalauers. Er erfreute sich jedoch besonders bei Kindern einiger Beliebtheit, weniger bei Humoristen, so bezeichnete etwa Rudi Carrell den Häschenwitz als „das Blödeste, was es je in Deutschland gegeben hat“, Dieter Hallervorden konstatierte ein „düsteres Kapitel deutschen Humor-Niveaus“.

## Sammlungen von Häschenwitzen

### Bücher
- Häschenwitze. Hattu Humor? Wunderschöne Häschenwitze. Bastei, Bergisch Gladbach 1982, ISBN 3-404006-37-2.
- Sigrid Utner (Hrsg.): Häschen-Witze. Falken-Verlag, Niedernhausen/Taunus 1977, ISBN 3-8068-0410-9.
- Kennttu den schon? Die besten Häschen-Witze. Heyne, München 1977, ISBN 3-453-00703-4.

### Tonträger
- Günter Willumeit: Hat du Öhrchen? ...mut du Hasenwitze hören!, LP Polydor 2437 416, erschienen 1977
- Witze am laufenden Band – Die besten Hasenwitze, LP Zebra 91.533 (u. a. mit Jo Brauner als Studiosprecher), erschienen 1977.
- Häschen Witze – Hat du Möhren?,  LP Europa 111 084.5 (MC Europa 511 084.0), erschienen 1977.

### Web
- witze.woxikon.de/haeschenwitze

## Sekundärliteratur
- Patrick Bauer: Hattu rübergemacht?, in: Süddeutsche Zeitung Magazin, 10. November 2017, S. 56–60.
- Danny Kringiel: Wie DDR-Systemkritik zum schlimmsten Flachwitz der Siebziger wurde spiegel.de, 17. Oktober 2022.
- Richard Schrodt: Strategien des uneigentlichen Sprechens: Ironie und Witz. In: Oswald Panagl, Robert Kriechbaumer (Hrsg.): Stachel wider den Zeitgeist: politisches Kabarett, Flüsterwitz und subversive Textsorten. Böhlau, Wien 2004.
- Henning Venske: Hattu Möhren? In: Der Spiegel, 6/1977. S. 142–143.

## Belege
1. ↑  Hattu rübermacht? SZ-Magazin, 10. November 2017, S. 60.
2. ↑  Dieter Cherubim: „Selten so gelacht…“ Darf man über Sprachfehler lachen? In: Tina Hoffmann (Hrsg.): Humor: grenzüberschreitende Spielarten eines kulturellen Phänomens. Universitätsverlag Göttingen 2008, S. 185.
3. ↑  Richard Schrodt: Strategien des uneigentlichen Sprechens: Ironie und Witz. S. 26.
4. ↑  Henning Venske: Hattu Möhren?, S. 143.